# OK Liga Femenina 2019-20
La temporada 2019-20 de la OK Liga Femenina de hockey patines es la 12.ª edición de esta competición. El defensor del título era el Generali HC Palau de Plegamans, que consiguió ganar esta competición por primera vez el año anterior.

## Equipos
| Equipo                      | Pabellón                     | Área                     |
| --------------------------- | ---------------------------- | ------------------------ |
| Club Patín Alcorcón         | Prado de Santo Domingo       | Alcorcón                 |
| Asturhockey Club Patín      | Municipal                    | Grado                    |
| Bigues i Riells             | Pabellón de Deportes         | Bigas                    |
| CH Cerdanyola               | Can Xarau                    | Sardañola del Vallés     |
| Girona Club de Hoquei       | Palau II                     | Gerona                   |
| Club Patín Cuencas Mineras  | Municipal Visiola Rollán     | Lena                     |
| Generali Palau de Plegamans | Maria Víctor                 | Palau-solità i Plegamans |
| Las Rozas                   | Pabellón Municipal           | Las Rozas                |
| Club Patí Manlleu           | Pabellón de Deportes         | Manlleu                  |
| Sant Cugat                  | Pabellón Municipal           | San Cugat del Vallés     |
| Club Patín Gijón Solimar    | Mata-Jove                    | Gijón                    |
| Vila-sana                   | Pabellón de Deportes         | Vilasana                 |
| Club Patí Vilanova          | Pabellón de Deportes         | Villanueva y Geltrú      |
| Club Patí Voltregà          | Victorià Oliveras de la Riva | San Hipólito de Voltregá |

## Clasificación
| | Equipo                         | Puntos | J  | G  | E | P  | GF | GC  | DG  |
| --- | ------------------------------ | ------ | -- | -- | - | -- | -- | --- | --- |
| 1 | MAGIC STUDIO CP MANLLEU        | 49     | 18 | 16 | 1 | 1  | 84 | 21  | 63  |
| 2 | CH Cerdanyola                  | 47     | 19 | 15 | 2 | 2  | 77 | 38  | 39  |
| 3 | Generali HC Palau de Plegamans | 46     | 18 | 15 | 1 | 2  | 78 | 22  | 56  |
| 4 | CP Voltregà Stern Motor        | 38     | 18 | 11 | 5 | 2  | 44 | 26  | 18  |
| 5 | CHP Bigues i Riells            | 35     | 18 | 11 | 2 | 5  | 62 | 43  | 19  |
| 6 | Telecable HC Gijón             | 32     | 17 | 10 | 2 | 5  | 73 | 37  | 36  |
| 7 | CP Vila-sana                   | 24     | 18 | 7  | 3 | 8  | 45 | 33  | 12  |
| 8 | CP Alcorcón                    | 19     | 16 | 6  | 1 | 9  | 30 | 40  | -10 |
| 9 | Girona CH                      | 19     | 17 | 6  | 1 | 10 | 45 | 67  | -22 |
| 10 | PHC Sant Cugat                 | 15     | 17 | 5  | 0 | 12 | 42 | 57  | -15 |
| 11 | CP Vilanova                    | 13     | 18 | 4  | 1 | 13 | 29 | 77  | -48 |
| 12 | CP Las Rozas                   | 12     | 16 | 4  | 0 | 12 | 30 | 74  | -44 |
| 13 | CP CUENCAS MINERAS-NORTESPORT  | 9      | 19 | 3  | 0 | 16 | 55 | 86  | -31 |
| 14 | Areces Ecopilas Asturhockey CP | 4      | 19 | 1  | 1 | 17 | 29 | 102 | -73 |
| Fuente: Federación Española de Patinaje: Clasificación de la OK Liga Femenina de hockey sobre patines; actualización automática |                                |        |    |    |   |    |    |     |     |